# Lake Township (comté de Pocahontas, Iowa)
Lake Township est un township du comté de Pocahontas en Iowa, aux États-Unis,.
Le township est fondé en juin 1877 et nommé Burke Township. Quelques mois plus tard il est baptisé Lake, en référence à plusieurs lacs qui s'y trouvent.

## Source de la traduction
- (en) Cet article est partiellement ou en totalité issu de l’article de Wikipédia en anglais intitulé « Lake Township, Pocahontas County, Iowa » (voir la liste des auteurs).